# Svatý Landerik
Svatý Landerik (latinsky Landericus, francouzsky Saint Landry), úmrtí kolem 656 v Paříži, je francouzský světec. Byl pařížským biskupem v letech 650–656. Jeho svátek se slaví 10. června. Je známý založením špitálu Hôtel-Dieu na ostrově Cité, nejstarší nemocnice v Paříži během vlády franského krále Chlodvíka II.